# Draba hispida
Draba hispida är en korsblommig växtart som beskrevs av Carl Ludwig von Willdenow. Draba hispida ingår i släktet drabor, och familjen korsblommiga växter. Inga underarter finns listade i Catalogue of Life.